# Вълколак
 Тази статия е за древноримското митологично същество.  За българското митологично-епично същество вижте Върколак.  
Вълколакът (Върколак, на гръцки: λυκάνθρωπος; на английски: Werewolf; на немски: Werwolf; на френски: loup-garou) е митологично същество имащо способността да се превръща от човек на животно и обратното.
Вълколакът е особено разпостранен митологичен мотив в изкуството – литература, музика, киното, включително и в компютърните игри. Мотивът е залегнал в редица от най-известните произведения на световното изкуство.
Първото историческо споменаване на вълколак е в Древния Рим – в произведението на Петроний – "Сатирикон". Особено разпостранен като мотив е Вълколакът в епоса на славянските и германски народи. Българският аналог на вълколакът е върколакът. Вълците не се контролират на пълнолуние, затова е възможно да убиват и хора (малка вероятност). Върколаците имат 3 реда остри зъби и отлично обоняние.